# Peter Blume
Peter Blume (Blom), död 1650, var en tysk-svensk amiral.
Blume föddes på Rügen och blev amiral på den av Albrecht von Wallenstein utrustade flottan i Östersjön 1628. År 1629 tillfångatogs han av svenskarna och övergick då i svensk tjänst och erhöll i oktober samma år befäl över fem skepp vid flottan i Stralsund. Han höll hösten 1630 den kejserliga flottan instängd i Wismars hamn. 1634 blev Blume viceamiral och var 1634–1650 befälhavare över flottan i Stralsund. 1636 kommenderade han en så kallad strussflotta i Stettiner Haff, 1642 adlades han och erhöll då två gårdar i förläning i Eneby, Borgs socken samt kommenderade under våren och försommaren 1644 en lodje- och strussflotta vid Jyllands kust. Under denna tid var han stationerad i Aalborg med uppdrag att beslagta danska fartyg och utrusta dem till svenska krigsfartyg för att upprätthålla blockaden mot Danmark samt att med en del av fartygen överföra den svenska armén till Fyn. Planen lyckades inte och Blumes fartyg hölls instängda i danska hamnar av den danska flottan. Efter det misslyckade sjöslaget vid Kolberger Heide och Clas Larsson Flemings död var Blume en av de personer med vilka regeringen konfererade om de fortsatta planerna för kriget. I september 1644 blev Blume viceamiral vid Carl Gustaf Wrangels höstflotta, senare samma år var han befälhavare vid den i Wismar övervintrade flottan under Wrangels frånvaro, var viceamiral vid Wrangels eskader av Erik Rynings flotta sommaren 1645 och befälhavare över sju skepp till Kalmar och Gotland september 1645.